# Peperomia villosa
Peperomia villosa är en pepparväxtart som beskrevs av C. Dc.. Peperomia villosa ingår i släktet peperomior, och familjen pepparväxter. Inga underarter finns listade i Catalogue of Life.